# Gregorio Tanco
Gregorio José Tanco (Pilar, Argentina; 18 de octubre de 1999) es un futbolista argentino. Juega de defensa central y su equipo actual es el FC Legnago Salus de la Serie C.

## Trayectoria
Formado en las inferiores de Banfield, Tanco debutó en el primer equipo del taladro el 1 de abril de 2021 ante Vélez Sarsfield.
La siguiente temporada, disputó el clásico del sur ante Lanús el 20 de marzo de 2021 donde fue victoria de Banfield por 2-0. Tanco quien ingresó al minuto 82, generó polémica ya que Lanús denunció que el jugador estaba inhabilitado por una tarjeta roja que arrastró de su último encuentro en la reserva, Banfield tachó la denuncia de vergonzosa y miserable. Finalmente, el tribunal de la AFA falló a favor de Banfield el 23 de abril de 2021.

## Estadísticas
Actualizado al último partido disputado el 23 de octubre de 2022.
| Club               | Div.          | Temporada     | Liga  | Liga  | Copas nacionales | Copas nacionales | Copas internacionales | Copas internacionales | Total | Total |
| Club               | Div.          | Temporada     | Part. | Goles | Part.            | Goles            | Part.                 | Goles                 | Part. | Goles |
| ------------------ | ------------- | ------------- | ----- | ----- | ---------------- | ---------------- | --------------------- | --------------------- | ----- | ----- |
| Banfield Argentina | 1.ª           | 2020-21       | 1     | 0     | 0                | 0                | —                     | —                     | 1     | 0     |
| Banfield Argentina | 1.ª           | 2021          | 3     | 0     | 0                | 0                | —                     | —                     | 3     | 0     |
| Banfield Argentina | 1.ª           | 2022          | 20    | 2     | 1                | 0                | 1                     | 0                     | 22    | 2     |
| Banfield Argentina | 1.ª           | 2023          | 0     | 0     | 0                | 0                | —                     | —                     | 0     | 0     |
| Banfield Argentina | Total club    | Total club    | 24    | 2     | 1                | 0                | 1                     | 0                     | 26    | 2     |
| Total carrera      | Total carrera | Total carrera | 24    | 2     | 1                | 0                | 1                     | 0                     | 26    | 2     |